# For a Thousand Years
For a Thousand Years var Sloveniens bidrag i Eurovision Song Contest 1999. Låten framfördes av Darja Švajger. Musik: Primoz Peterca och Saso Fajon, text: Saso Fajon. Den ursprungliga titeln är "Še tisoč let". Låten kom på 11:e plats med 50 poäng.